# Église de la Présentation-du-Christ-au-Temple de Krušedol
Pour les articles homonymes, voir Église de la Présentation-du-Christ-au-Temple.
L'église de la Présentation-du-Christ-au-Temple (en serbe cyrillique : Сретењска црква ; en serbe latin : Sretenjska crkva) est une église orthodoxe serbe située à Krušedol, près d'Irig, en Serbie, dans la province de Voïvodine et dans le district de Syrmie. Elle dépend de l'éparchie de Syrmie et figure sur la liste des monuments culturels d'importance exceptionnelle de la république de Serbie (identifiant no SK 1027).
Le monastère de Krušedol, lui aussi classé, est situé à proximité.

## Histoire

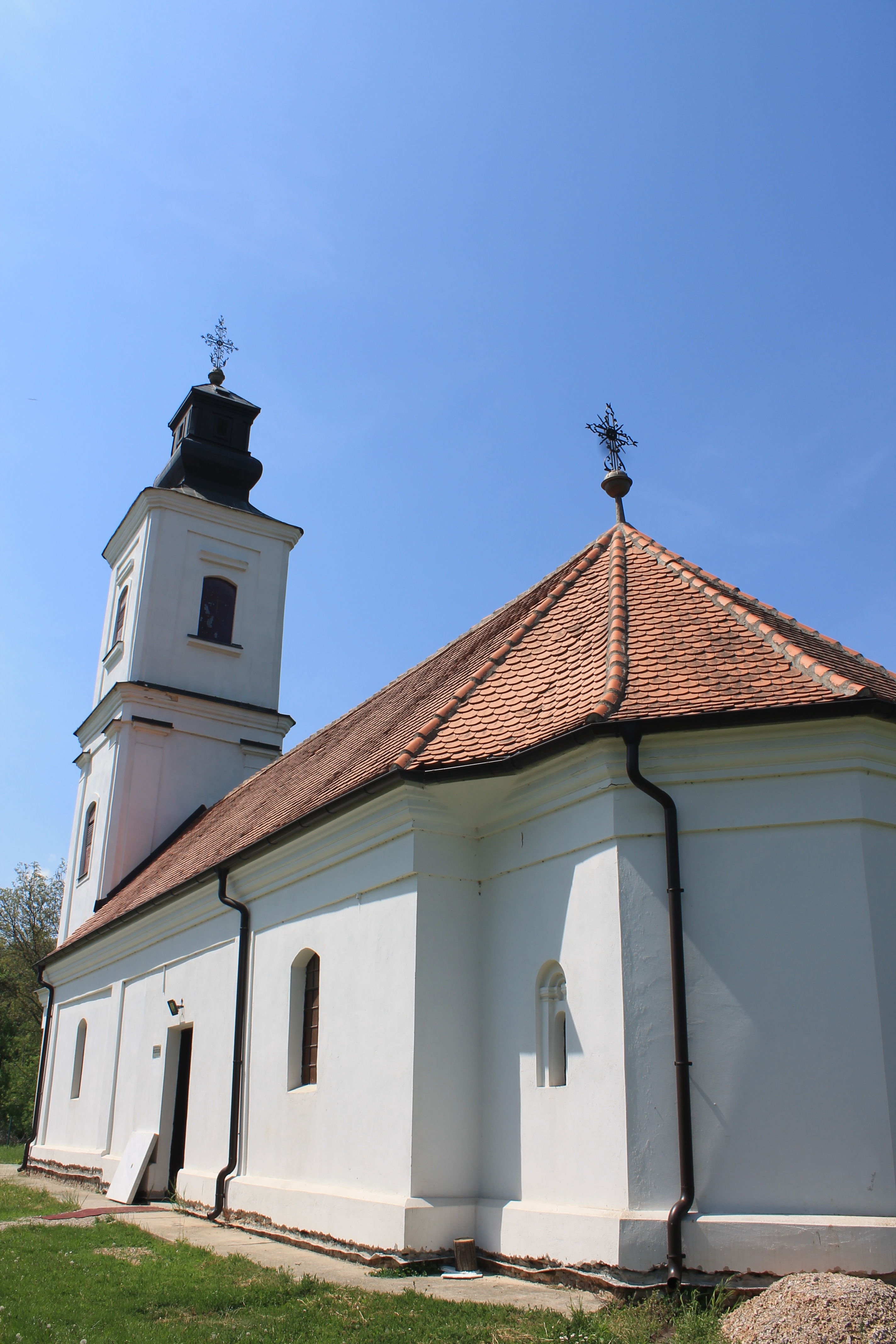
Autre vue de l'église.

L'église de la Présentation-du-Christ-au-Temple a été construite entre 1512 et 1516 à la demande de la despote Angelina Branković qui voulait en faire un monastère de femmes dédié à Saint Jean Chrysostome. On ignore quand l'église a changé de dédicace mais un temple de la Présentation-du-Christ est mentionné en 1633. 

## Architecture
L'église est constituée d'une nef unique avec une voûte en berceau ;  la nef est prolongée d'une abside en forme d'ellipse et surmontée d'une coupole allongée, tandis qu'à l'extérieur elle offre l'aspect d'un chevet à cinq pans. Entre 1753 et 1839, un exornarthex a été construit, sous la forme d'une tour de base carrée, tandis que l'ancien narthex et la nef ont été fusionnés.

## Décoration
Une partie des fresques a été préservée dans la partie basse des murs. Les plus anciennes ont été peintes en 1633 et 1634 et se trouvent dans l'ancien narthex ; d'autres ont été ajoutées au XVIIIe siècle dans le secteur de la nef et de l'autel et se caractérisent par un style néo-byzantin. L'iconostase, de taille modeste, a été peinte en 1763 par Dimitrije Bačević, probablement avec la collaboration de Teodor Kračun ; l'iconostase a été restaurée en 1963.